# Skała z Błękitnymi Lotami

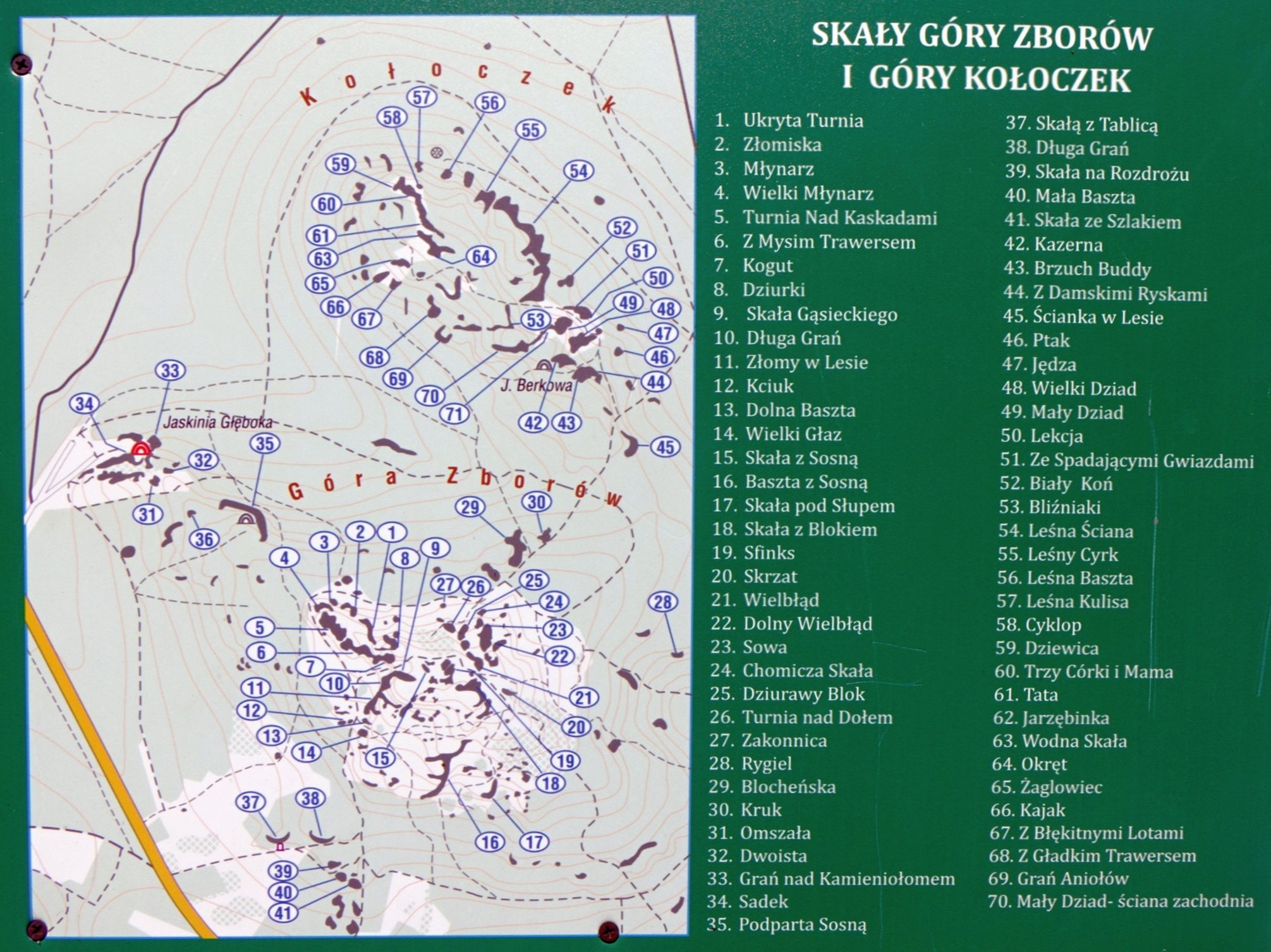
Skały Góry Zborów i Kołoczka

Skała z Błękitnymi Lotami, Z Błękitnymi Lotami – skała w grupie Skał Kroczyckich na wzniesieniu Kołoczek na Wyżynie Częstochowskiej, w obrębie wsi Kroczyce w województwie śląskim, powiecie zawierciańskim, w gminie Kroczyce. Lokalizację skał wzniesienia Kołoczek podaje rysunek na tablicy informacyjnej przy wejściu do rezerwatu przyrody Góra Zborów.
Skała znajduje się w lesie. Zbudowana jest z wapieni i ma wysokość 8–15 m, ściany wspinaczkowe pionowe lub przewieszone z filarami i zacięciami. Uprawiana jest na niej wspinaczka skalna.

## Drogi wspinaczkowe
Na Skale z Błękitnymi Lotami jest 9 dróg wspinaczkowych o trudności od IV do VI.5 w skali Kurtyki. Na wszystkich zamontowano stałe punkty asekuracyjne; ringi (r) i stanowisko zjazdowe (st), dwa ringi zjazdowe (drz) lub jeden ring zjazdowy (rz). Ściany wspinaczkowe o wystawie północno-zachodniej i południowo-wschodniej. Skała o średniej popularności wśród wspinaczy.

Z Błękitnymi Lotami I
1. Uroki cienia; 3r + rz, VI.1, 11 m
2. Chałtury adwokatury; 4r + st, VI.3+, 11 m
3. Akcja Katolicka; 5r + st, VI.5, 14 m
4. Wolnomularz; 4r + st, VI.3, 13 m
5. Loża masońska; 5r + st, VI.4, 14 m

Z Błękitnymi Lotami II
1. Ich dwoje; 5r + drz, VI.2/2+, 13 m
2. Błękitne loty; 1r, IV, 13 m

Z Błękitnymi Lotami III
1. Lewy Białystok; 3r + st, VI.3/3+, 9 m
2. Prawy Białystok; 3r + st, VI.2+, 9 m[2].

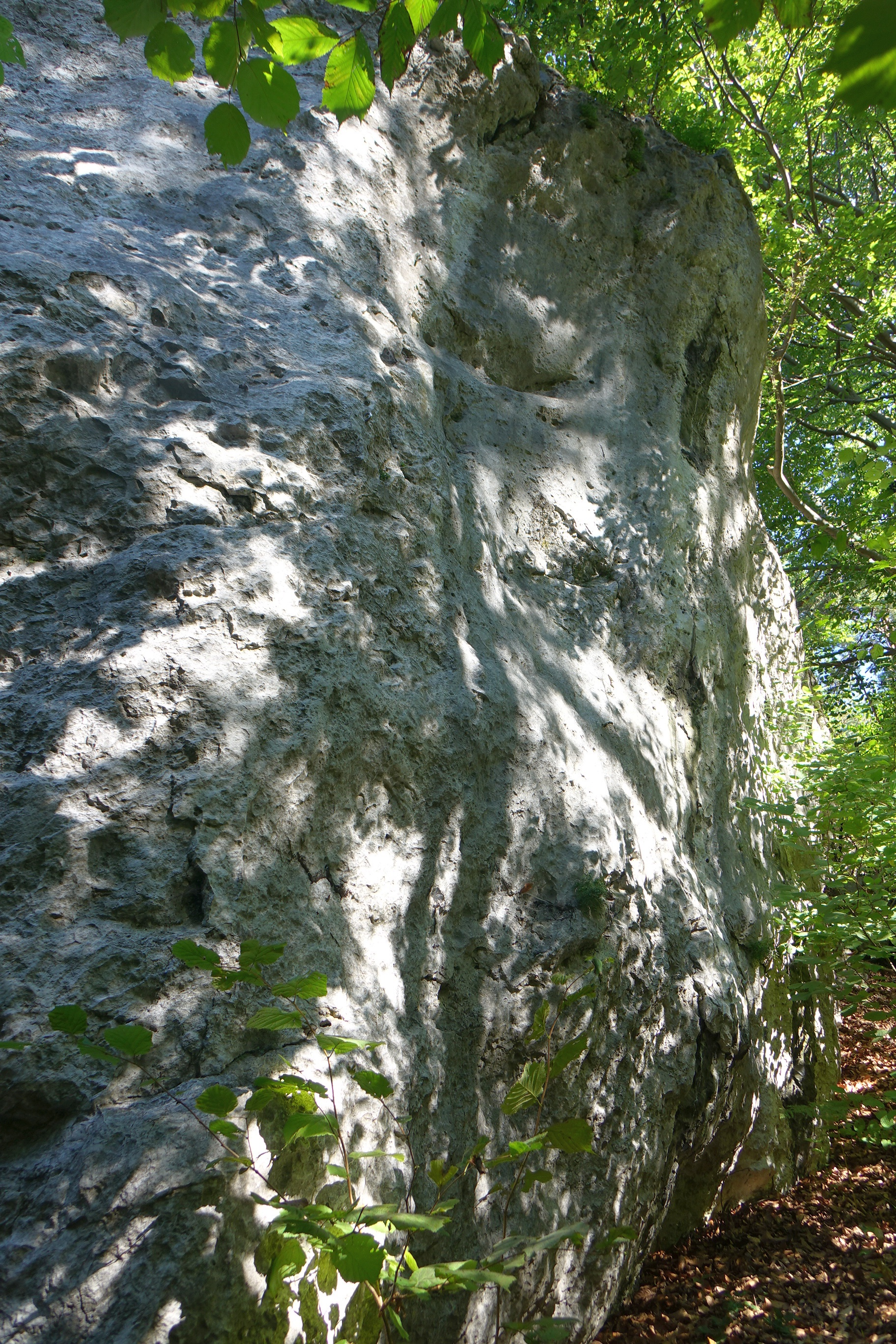
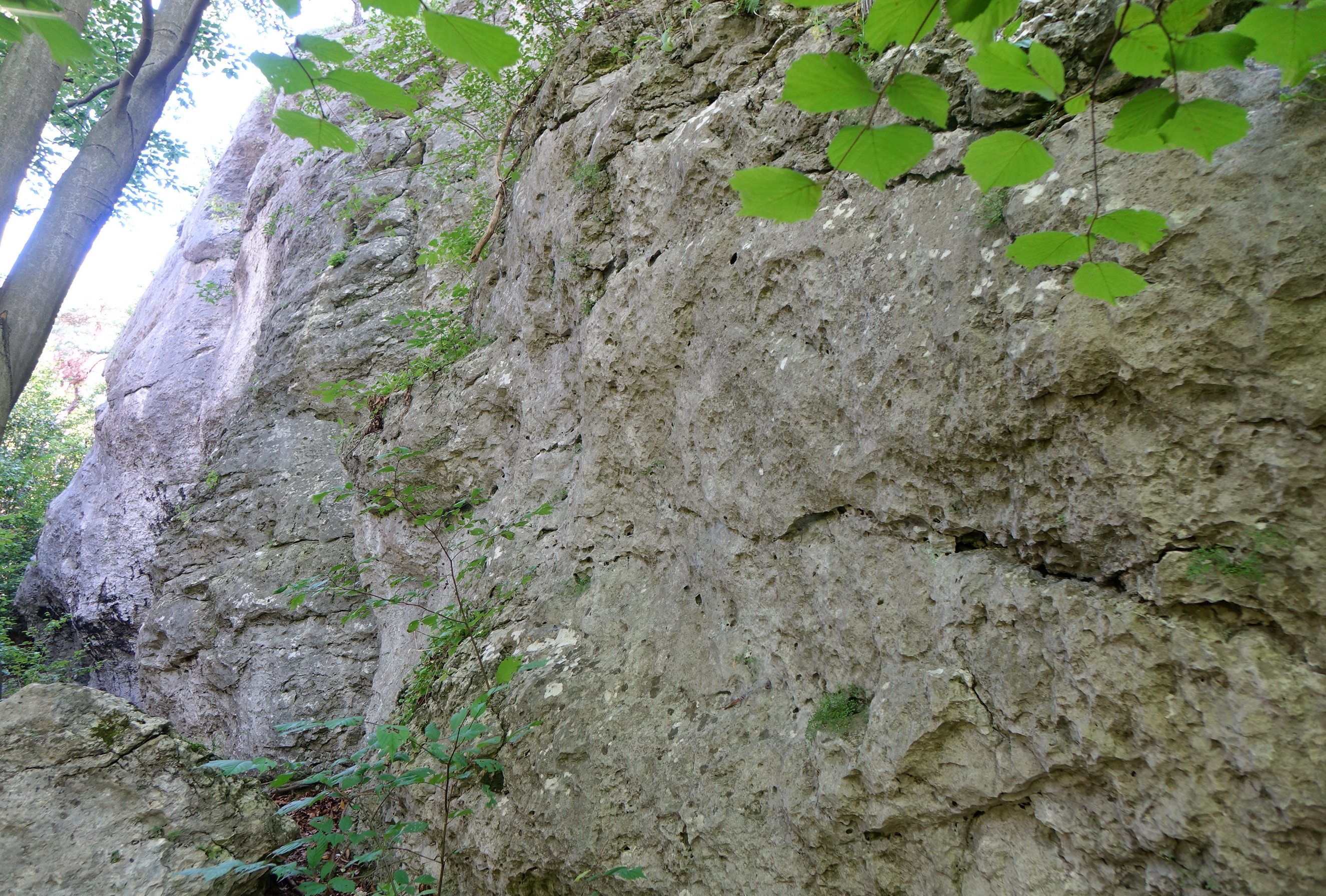
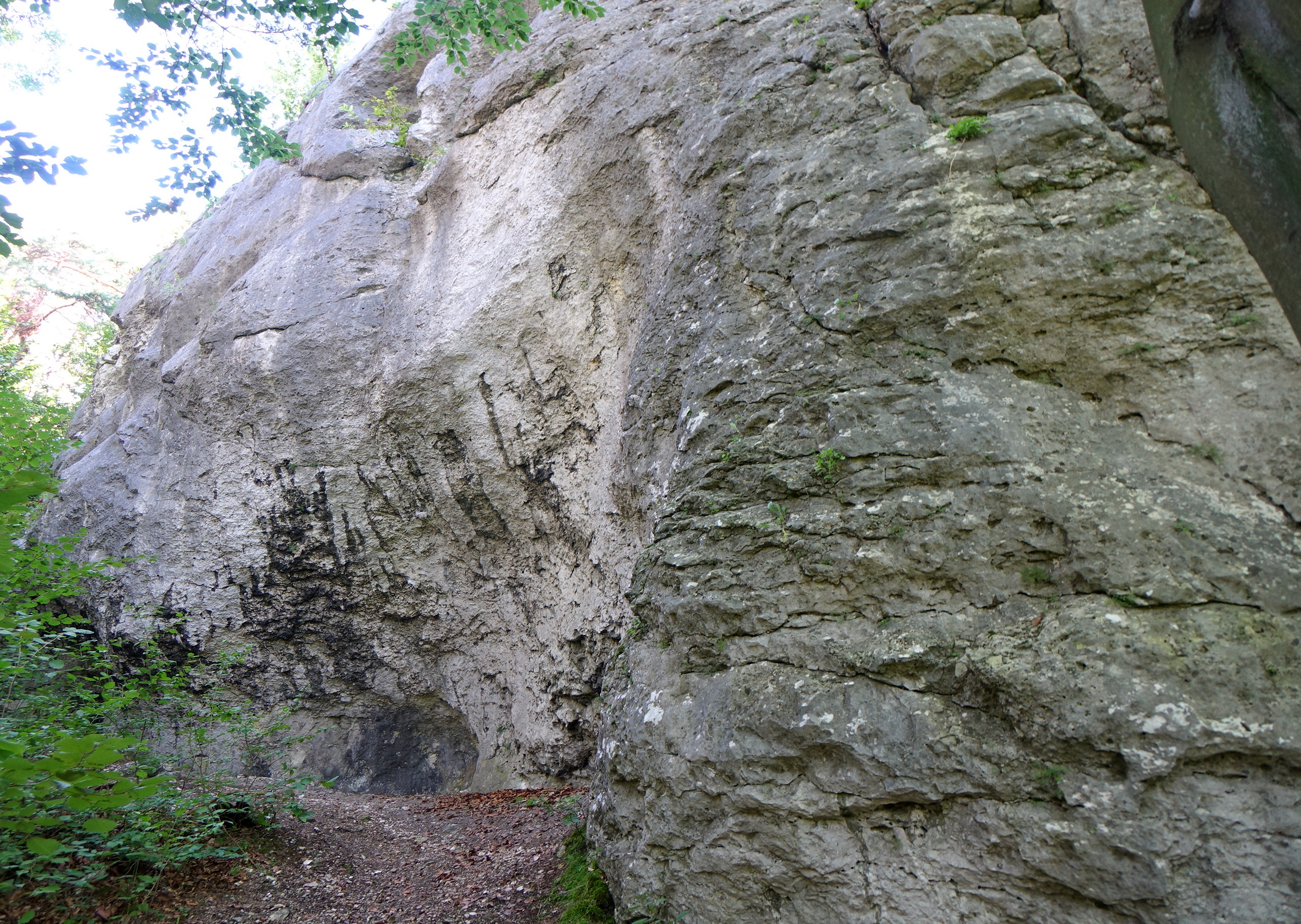
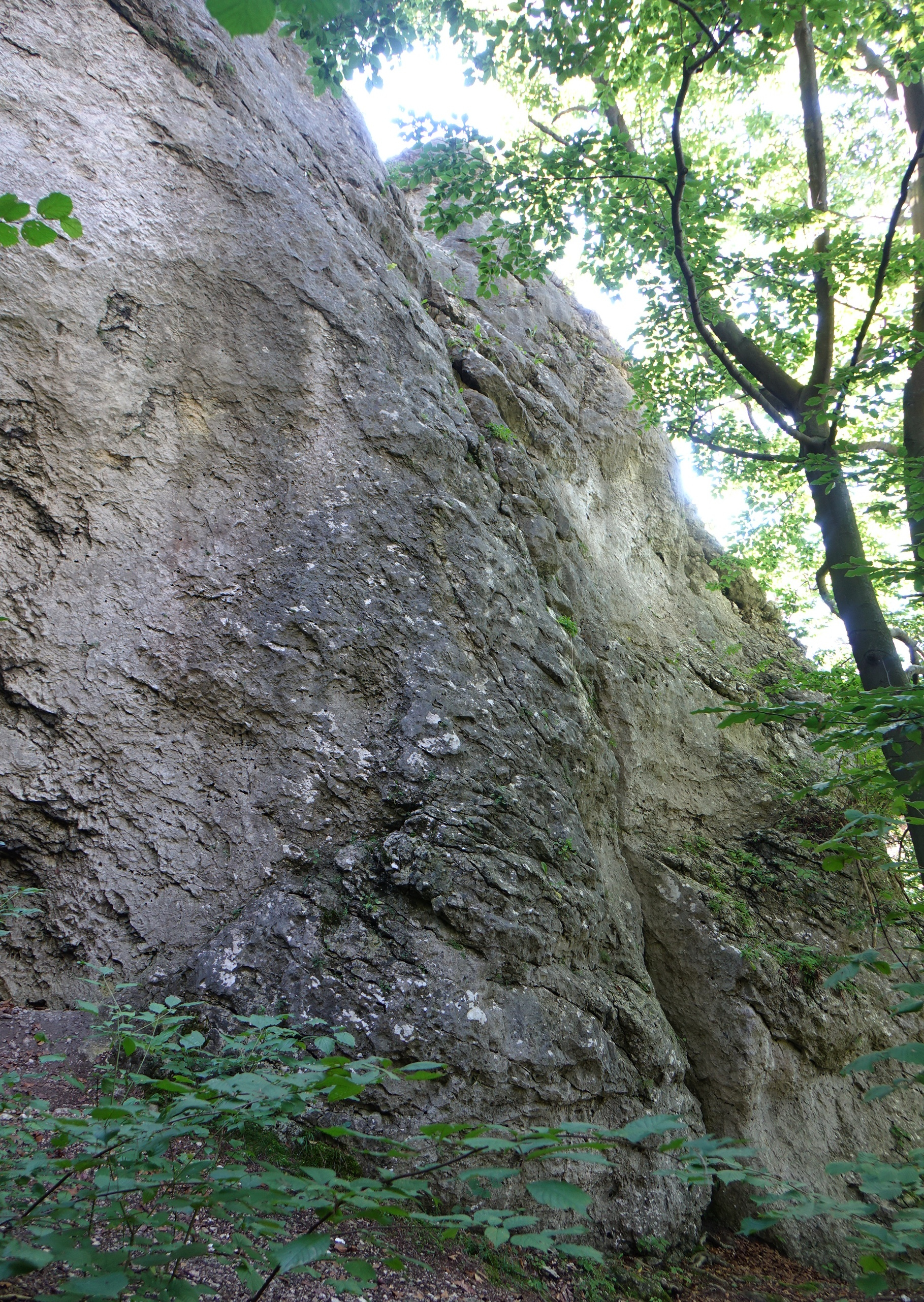
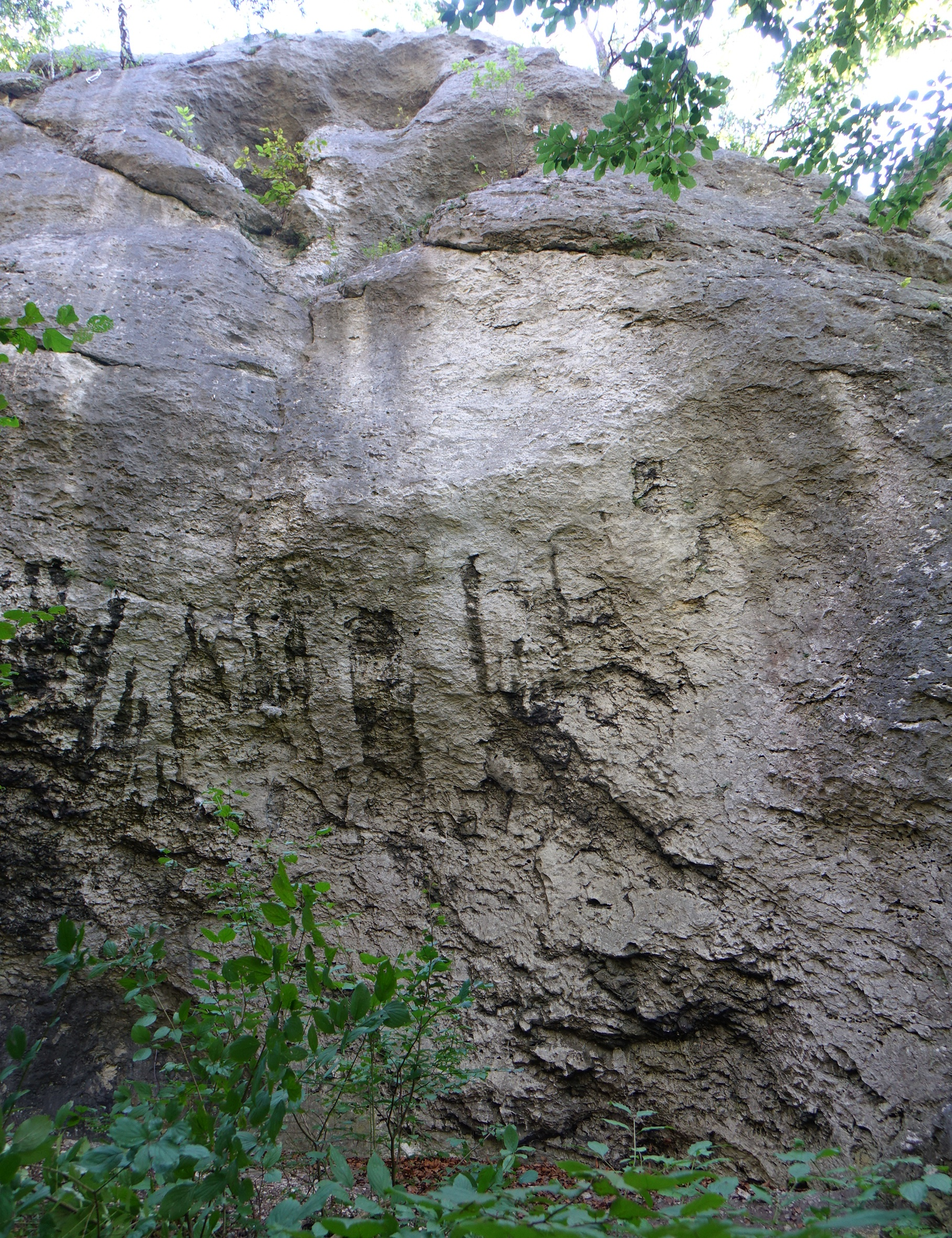